# Breeders Crown
La Breeders Crown (inglese: Corona Allevatori) è una serie annuale di corse per cavalli trottatori o ambiatori attaccati (cioè condotti da un driver al sediolo) che si disputano negli Stati Uniti e in Canada per ciascuna delle dodici categorie in cui tali cavalli da corsa sono ripartiti secondo l’età (2 anni, 3 anni, dai 4 anni in su), l’andatura (ambio o trotto) e il sesso.

## La distanza
Tutte le corse si sono disputate, sin dalla prima edizione, sulla distanza di un miglio (1609 metri).

## La storia
La competizione è stata istituita nel 1984 dalla Hambletonian Society, promotrice dell'Hambletonian Stakes per concorrere al miglioramento della razza Standardbred e per promuovere le competizioni ippiche nel settore delle redini lunghe (ambio e trotto) mettendo in palio annualmente un trofeo fornito di alto profilo tecnico e supportato da un elevato montepremi, fra i più consistenti a livello mondiale. 
Per ciascuna delle predette dodici categorie è assegnato il corrispondente trofeo (oltre a un premio in denaro, che spetta anche agli altri cavalli meglio arrivati, in misura decrescente a seconda del piazzamento ottenuto). 
La vittoria nella categoria Open è universalmente considerata fra gli operatori del settore dell’ippica, gli esperti e gli appassionati il riconoscimento del valore assoluto di un cavallo da trotto al vertice del circuito internazionale. Lo stesso può dirsi ovviamente per il trofeo attribuito nella categoria Open dell’ambio. 

Dal 1984, anno dell’istituzione dalla Breeders Crown, al 1996 (con l’eccezione del 1990 e del 1991)ad ospitare le corse delle singole categorie per una stessa edizione furono una pluralità di impianti (tre o più) situati in tutto il Nord America. Dal 2007 si passò a un regime di condivisione del programma delle finali fra due soli ippodromi, mentre dal 2010 l’intero programma della Breeders Crown  è stato concentrato su una singola sede, che ha visto alternarsi negli anni gli ippodromi Meadowlands (vicino a New York), Mohegan Sun Pocono (Wilkes-Barre, Pennsylvania) e i due impianti canadesi della Grande Toronto, Woodbine e Mohawk.

## Le categorie
Per ciascuna delle seguenti categorie si assegnano distinti trofei attraverso un percorso articolato in batterie di qualificazione e  semifinali (svolte in date distinte) e finali (concentrate in un un'unica riunione):
- Breeders Crown 2YO Filly Pace

(riservata alle ambiatrici di due anni)
- Breeders Crown 2YO Filly Trot

(riservata alle trottatrici di due anni)
- Breeders Crown 2YO Colt and Gelding Pace

(riservata agli ambiatori di due anni, interi e castrati)
- Breeders Crown 2YO Colt and Gelding Trot

(riservata ai trottatori di due anni, interi e castrati)
- Breeders Crown 3YO Filly Pace

(riservata alle ambiatrici di tre anni)
- Breeders Crown 3YO Filly Trot

(riservata alle trottatrici di tre anni)
- Breeders Crown 3YO Colt and Gelding Pace (1984-)

(riservata agli ambiatori di tre anni, interi e castrati)
- Breeders Crown 3YO Colt and Gelding Trot (1984-)

(riservata ai trottatori di tre anni, interi e castrati)
- Breeders Crown Open Mare Pace (1986-)

(aperta alle ambiatrici a partire dai quattro anni di età)
- Breeders Crown Open Mare Trot (1986-1995; 2004-)

(aperta alle trottatrici a partire dai quattro anni di età)
- Breeders Crown Open Pace (1985-)

(aperta agli ambiatori e alle ambiatrici a partire dai quattro anni di età)
- Breeders Crown Open Trot (1985-)

(aperta ai trottatori e alle trottatrici a partire dai quattro anni di età).

## Il montepremi
L’importo messo in palio  per i vincitori e i migliori arrivati delle corse nelle varie categorie della Breeders Crown è tale da collocare l’evento, sin dalle sue prime edizioni, al vertice dell’ippica mondiale per quanto riguarda le redini lunghe (trotto e ambio).
A titolo di esempio si riportano di seguito i montepremi per le singole categorie della Breeders Crown 2020 (per un totale di $6.000.000):
- Breeders Crown 2YO Filly Pace: $600.000
- Breeders Crown 2YO Filly Trot: $600.000
- Breeders Crown 2YO Colt and Gelding Pace: $600.000
- Breeders Crown 2YO Colt and Gelding Trot: $600.000
- Breeders Crown 3YO Filly Pace: $500.000
- Breeders Crown 3YO Filly Trot: $500.000
- Breeders Crown 3YO Colt and Gelding Pace: $500.000
- Breeders Crown 3YO Colt and Gelding Trot: $500.000
- Breeders Crown Open Mare Pace: $300.000
- Breeders Crown Open Mare Trot: $300.000
- Breeders Crown Open Pace: $500.000
- Breeders Crown Open Trot: $500.000.

## Albo d’oro

### 2020
Tutte le corse si sono disputate, nei giorni 30 e 31 ottobre 2020, all’ippodromo Harrah’s Hoosier Park di Anderson (Indiana, USA)
| Corsa                   | Vincitore                     | Driver                   | Allenatore             | Tempo  |
| 2YO Colt & Gelding Pace | Perfect Sting/Summa Cum Laude | David Miller/Brian Sears | Joe Holloway/Ron Burke | 1:50.2 |
| 2YO Colt & Gelding Trot | On A Streak                   | Bob McClure              | Luc Blais              | 1:52.4 |
| 2YO Filly Pace          | Fire Start Hanover            | Dexter Dunn              | Richard Norman         | 1:50.4 |
| 2YO Filly Trot          | Lady Chaos                    | David Miller             | Linda Toscano          | 1:54.4 |
| 3YO Colt & Gelding Pace | Sandbetweenmytoes             | Scott Zeron              | Jim Campbell           | 1:48.3 |
| 3YO Colt & Gelding Trot | Amigo Volo                    | Dexter Dunn              | Richard Norman         | 1:53   |
| 3YO Filly Pace          | Peaky Sneaky                  | Yannick Gingras          | Nancy Takter           | 1:49   |
| 3YO Filly Trot          | Next Level Stuff              | Tim Tetrick              | Jim Campbell           | 1:52   |
| Open Mare Pace          | Kissin In The Sand            | Dexter Dunn              | Nancy Takter           | 1:48.4 |
| Open Mare Trot          | Manchego                      | Dexter Dunn              | Nancy Takter           | 1:52   |
| Open Pace               | Century Farroh                | David Miller             | Ian Moore              | 1:49   |
| Open Trot               | Gimpanzee                     | Brian Sears              | Marcus Melander        | 1:51.3 |

### 2019
Tutte le corse si sono disputate, nei giorni 25  e 26 ottobre, all’ippodromo Woodbine Mohawk Park di Milton (Ontario, Canada)
| Corsa                   | Vincitore          | Driver          | Allenatore        | Tempo  |
| 2YO Colt & Gelding Pace | Tall Dark Stranger | Yannick Gingras | Nancy Johansson   | 1:51   |
| 2YO Colt & Gelding Trot | Amigo Volo         | Dexter Dunn     | Richard Norman    | 1:54.3 |
| 2YO Filly Pace          | Reflect With Me    | Andrew McCarthy | Tony Alagna       | 1:50.6 |
| 2YO Filly Trot          | Ramona Hill        | Andrew McCarthy | Tony Alagna       | 1:53.2 |
| 3YO Colt & Gelding Pace | Dancing Lou        | Andrew McCarthy | Tahnee Camilleri  | 1:50.2 |
| 3YO Colt & Gelding Trot | Gimpanzee          | David Miller    | Marcus Melander   | 1:52.6 |
| 3YO Filly Pace          | Warrawee Ubeaut    | Yannick Gingras | Ron Burke         | 1:50.4 |
| 3YO Filly Trot          | Winndevie          | Brian Sears     | Trond Smedshammer | 1:53   |
| Open Mare Pace          | Caviart Ally       | Andrew McCarthy | Brett Pelling     | 1:49.3 |
| Open Mare Trot          | Manchego           | Dexter Dunn     | Nancy Johansson   | 1:51   |
| Open Pace               | American History   | Joe Bongiorno   | Tony Alagna       | 1:48.3 |
| Open Trot               | Bold Eagle         | Brian Sears     | Sebastien Guarato | 1:52   |

### 2018
Tutte le corse si sono disputate, il 27 ottobre, all’ippodromo The Downs at Mohegan Sun Pocono di Plains (Pennsylvania, USA)
| Corsa                   | Vincitore        | Driver            | Allenatore      | Tempo  |
| 2YO Colt & Gelding Pace | Captain Crunch   | Scott Zeron       | Nancy Johansson | 1:51.3 |
| 2YO Colt & Gelding Trot | Gimpanzee        | Brian Sears       | Marcus Melander | 1:54.4 |
| 2YO Filly Pace          | Warrawee Ubeaut  | Yannick Gingras   | Ron Burke       | 1:52.6 |
| 2YO Filly Trot          | Woodside Charm   | Verlin Yoder      | Verlin Yoder    | 1:54.1 |
| 3YO Colt & Gelding Pace | Dorsoduro        | Matt Makaley      | Ron Burke       | 1:49.4 |
| 3YO Colt & Gelding Trot | Tactical Landing | Brian Sears       | Jimmy Takter    | 1:52.1 |
| 3YO Filly Pace          | Percy Blue Chip  | Matt Kakaley      | Ron Burke       | 1:51.2 |
| 3YO Filly Trot          | Lily Stride      | Tim Tetrick       | Mark Harder     | 1:53.2 |
| Open Mare Pace          | Shartin N        | Tim Tetrick       | Jim King jr.    | 1:52   |
| Open Mare Trot          | Emoticon Hanover | Dan Dube          | Luc Blais       | 1:54.1 |
| Open Pace               | McWicked         | Brian Sears       | Casie Coleman   | 1:49.3 |
| Open Trot               | Homicide Hunter  | George Napolitano | Chris Oakes     | 1:52.3 |

### 2017
Tutte le corse si sono disputate, nei giorni 27 e 28 ottobre, all’ippodromo Harrah’s Hoosier Park di Anderson (Indiana, USA)
| Corsa                   | Vincitore         | Driver             | Allenatore     | Tempo    |
| 2YO Colt & Gelding Pace | Stay Hungry       | Doug McNair        | Tony Alagna    | 1:50.4   |
| 2YO Colt & Gelding Trot | Fiftydallarbill   | Trace Tetrick      | William Crone  | 1:55     |
| 2YO Filly Pace          | Youaremycandygirl | Yannick Gingras    | Ron Burke      | 1:53.2   |
| 2YO Filly Trot          | Manchego          | Yannick Gingras    | Jimmy Takter   | 1:54.8   |
| 3YO Colt & Gelding Pace | Beckhams Z Tam    | Ricky Macomber jr. | Jamie Macomber | 1:51.1   |
| 3YO Colt & Gelding Trot | What The Hill     | David Miller       | Ron Burke      | 1:52.3   |
| 3YO Filly Pace          | Blazin Britches   | Trace Tetrick      | Brian Brown    | 1:52.1   |
| 3YO Filly Trot          | Ariana G          | Yannick Gingras    | Jimmy Takter   | 1:54.6   |
| Open Mare Pace          | Pure Country      | Mark MacDonald     | Jimmy Takter   | 1:52.1   |
| Open Mare Trot          | Emoticon Hanover  | Daniel Dube        | Luc Blais      | 1:53.4   |
| Open Pace               | Split The House   | Brett Miller       | Chris Oakes    | 1:48.1/1 |
| Open Trot               | Hannelore Hanover | Yannick Gingras    | Ron Burke      | 1:52.1   |

### 2016
Tutte le corse si sono disputate, nei giorni 28 e 29 ottobre, all’ippodromo The Meadowlands di East Rutherford (New Jersey, USA)
| Corsa                   | Vincitore         | Driver          | Allenatore     | Tempo  |
| 2YO Colt & Gelding Pace | Huntsville        | Tim Tetrick     | Ray Schnittker | 1:49.2 |
| 2YO Colt & Gelding Trot | Walner            | Tim Tetrick     | Linda Toscano  | 1:53   |
| 2YO Filly Pace          | Someomensomewhere | Marcus Miller   | Ervin Miller   | 1:51.4 |
| 2YO Filly Trot          | Ariana G          | Yannick Gingras | Jimmy Takter   | 1:53.8 |
| 3YO Colt & Gelding Pace | Racing Hill       | Brett Miller    | Tony Alagna    | 1:48   |
| 3YO Colt & Gelding Trot | Bar Hopping       | Tim Tetrick     | Jimmy Takter   | 1:51.8 |
| 3YO Filly Pace          | Call Me Queen Be  | Scott Zeron     | Ross Croghan   | 1:49.8 |
| 3YO Filly Trot          | Broadway Donna    | David Miller    | Jim Campbell   | 1:53.2 |
| Open Mare Pace          | Lady Shadow       | Yannick Gingras | Ron Adams      | 1:49.8 |
| Open Mare Trot          | Hannelore Hanover | Yannick Gingras | Ron Burke      | 1:53.6 |
| Open Pace               | Always B Miki     | David Miller    | Jimmy Takter   | 1:49   |
| Open Trot               | Flanagan Memory   | Brian Sears     | René Dion      | 1:52.2 |

### 2015
Tutte le corse si sono disputate, il 24 ottobre, all’ippodromo Woodbine Mohawk Park di Milton (Ontario, Canada) 
| Corsa                   | Vincitore        | Driver          | Allenatore        | Tempo  |
| 2YO Colt & Gelding Pace | Boston Red Rocks | Tim Tetrick     | Steve Elliot      | 1:51.6 |
| 2YO Colt & Gelding Trot | Southwind Frank  | Yannick Gingras | Ron Burke         | 1:54,4 |
| 2YO Filly Pace          | Pure Country     | Brett Miller    | Jimmy Takter      | 1:51.8 |
| 2YO Filly Trot          | All The Time     | Yannick Gingras | Jimmy Takter      | 1:56.4 |
| 3YO Colt & Gelding Pace | Freaky Feet Pete | Trace Tetrick   | Larry Rheinheimer | 1:50   |
| 3YO Colt & Gelding Trot | The Bank         | David Miller    | Jimmy Takter      | 1:51,8 |
| 3YO Filly Pace          | Divine Caroline  | David Miller    | Joe Holloway      | 1:51   |
| 3YO Filly Trot          | Wild Honey       | John Campbell   | Jimmy Takter      | 1:54.6 |
| Open Mare Pace          | Colors A Virgin  | David Miller    | Brian Brown       | 1:53.6 |
| Open Mare Trot          | D’One            | David Miller    | Roger Walmann     | 1:54.4 |
| Open Pace               | Always B Miki    | David Miller    | Jimmy Takter      | 1:49.6 |
| Open Trot               | Creatine         | Johnny Takter   | Jimmy Takter      | 1:52.8 |

### 2014
Tutte le corse si sono disputate, nei giorni 21 e 22 novembre, all’ippodromo The Meadowlands di East Rutherford (New Jersey, USA)
| Corsa                   | Vincitore         | Driver          | Allenatore         | Tempo  |
| 2YO Colt & Gelding Pace | Traceur Hanover   | Andy Miller     | Corey Johnson      | 1:51   |
| 2YO Colt & Gelding Trot | Pinkman           | Yannick Gingras | Ron Takter         | 1:53.2 |
| 2YO Filly Pace          | JK She'salady     | Tim Tetrick     | Nancy Johannson    | 1:50.2 |
| 2YO Filly Trot          | Mission Brief     | Yannick Gingras | Ron Burke          | 1:51.4 |
| 3YO Colt & Gelding Pace | Mcwicked          | Brian Sears     | Casie Coleman      | 1:49   |
| 3YO Colt & Gelding Trot | Father Patrick    | Yannick Gingras | Jimmy Takter       | 1:51.4 |
| 3YO Filly Pace          | Sayitall BB       | Yannick Gingras | Ron Burke          | 1:50.3 |
| 3YO Filly Trot          | Shake It Cerry    | Ronald Pierce   | Jimmy Takter       | 1:52.2 |
| Open Mare Pace          | Shelliscape       | John Campbell   | Paul "P.J." Fraley | 1:49.4 |
| Open Mare Trot          | Bee A Magician    | Brian Sears     | Richard Norman     | 1:51.4 |
| Open Pace               | Thinking Out Loud | John Campbell   | Robert Mcintosh    | 1:48.3 |
| Open Trot               | Commander Crowe   | Orjan Kihlstrom | Fabrice Souloy     | 1:51   |

### 2013
Tutte le corse si sono disputate, il 19 ottobre, all’ippodromo The Downs at Mohegan Sun Pocono di Plains (Pennsylvania, USA)
| Corsa                   | Vincitore          | Driver          | Allenatore         | Tempo  |
| 2YO Colt & Gelding Pace | Luck Be Withyou    | Ronald Pierce   | Chris Oakes        | 1:52   |
| 2YO Colt & Gelding Trot | Father Patrick     | Yannick Gingras | Jimmy Takter       | 1:54   |
| 2YO Filly Pace          | Uffizi Hanover     | David Miller    | Jimmy Takter       | 1:52.1 |
| 2YO Filly Trot          | Shake It Cerry     | Ronald Pierce   | Jimmy Takter       | 1:53.4 |
| 3YO Colt & Gelding Pace | Captaintreacherous | Tim Tetrick     | Tony Alagna        | 1:49.2 |
| 3YO Colt & Gelding Trot | Spider Blue        | Ronald Pierce   | Charles Sylvester  | 1:53.3 |
| 3YO Filly Pace          | I Luv The          | Tim Tetrick     | Chris Ryder        | 1:50   |
| 3YO Filly Trot          | Bee A Magician     | Brian Sears     | Richard Norman     | 1:52.4 |
| Open Mare Pace          | Shelliscape        | David Miller    | Paul “P.J.” Fraley | 1:50   |
| Open Mare Trot          | Maven              | Yannick Gingras | Jonas Czernyson    | 1:52.3 |
| Open Pace               | Foiled Again       | Yannick Gingras | Ron Burke          | 1:49.2 |
| Open Trot               | Market Share       | Tim Tetrick     | Linda Toscano      | 1:51   |

### 2012
Tutte le corse si sono disputate, il 27 ottobre, all’ippodromo Woodbine Mohawk Park di Milton (Ontario, Canada)
| Corsa                   | Vincitore          | Driver          | Allenatore         | Tempo  |
| 2YO Colt & Gelding Pace | Rockin Amadeus     | Yannick Gingras | Jimmy Takter       | 1:51.2 |
| 2YO Colt & Gelding Trot | Wheeling N Dealin  | Sylvain Filion  | R. Dustin Jones    | 1:56   |
| 2YO Filly Pace          | Somwherovrarainbow | Andy Miller     | George Teague Jr.  | 1:52.2 |
| 2YO Filly Trot          | To Dream On        | Yannick Gingras | Jimmy Takter       | 1:54.4 |
| 3YO Colt & Gelding Pace | Heston Blue Chip   | Tim Tetrick     | Linda Toscano      | 1:49.2 |
| 3YO Colt & Gelding Trot | Intimidate         | Ronald Pierce   | Luc Blais          | 1:52.4 |
| 3YO Filly Pace          | American Jewel     | Tim Tetrick     | Jimmy Takter       | 1:52.1 |
| 3YO Filly Trot          | Maven              | Yannick Gingras | Jonas Czernyson    | 1:54   |
| Open Mare Pace          | Anndrovette        | Tim Tetrick     | Paul “P.J.” Fraley | 1:50.1 |
| Open Mare Trot          | Tamla Celeber      | Brian Sears     | Roger Walmann      | 1:55.2 |
| Open Pace               | Bettor Sweet       | Dave Miller     | Tom Cancelliere    | 1:49.1 |
| Open Trot               | Chapter Seven      | Tim Tetrick     | Linda Toscano      | 1:52.3 |

### 2011
Tutte le corse si sono disputate, il 29 ottobre, all’ippodromo Woodbine Mohawk Park di Milton (Ontario, Canada)
| Corsa                   | Vincitore          | Driver            | Allenatore      | Tempo  |
| 2YO Colt & Gelding Pace | Sweet Lou          | Dave Palone       | Ron Burke       | 1:49   |
| 2YO Colt & Gelding Trot | Uncle Peter        | Dave Palone       | Jimmy Takter    | 1:55   |
| 2YO Filly Pace          | Economy Terror     | Brian Sears       | Chris Oakes     | 1:51   |
| 2YO Filly Trot          | Check Me Out       | Ronald Pierce     | Ray Schnittker  | 1:54.4 |
| 3YO Colt & Gelding Pace | Betterthancheddar  | Mark J. MacDonald | Casie Coleman   | 1:49.2 |
| 3YO Colt & Gelding Trot | Chapter Seven      | Jeff Gregory      | Linda Toscano   | 1:53   |
| 3YO Filly Pace          | Monkey On My Wheel | Jody Jamieson     | Travis Umphrey  | 1:49.3 |
| 3YO Filly Trot          | Cedar Dove         | Ronald Pierce     | Noel Daley      | 1:53.3 |
| Open Mare Pace          | Anndrovette        | Luc Ouellette     | Mark Kesmodel   | 1:49.2 |
| Open Mare Trot          | Frenchfrysnvinegar | Jody Jamieson     | Jeffrey Gillis  | 1:53.3 |
| Open Pace               | Bettor Sweet       | John Campbell     | Tom Cancelliere | 1:48.4 |
| Open Trot               | San Pail           | Randy Waples      | Rod Hughes      | 1:51.4 |

### 2010
Tutte le corse si sono disputate, nei giorni 9 e 10 ottobre, all’ippodromo The Downs at Mohegan Sun Pocono di Plains (Pennsylvania, USA)
| Corsa                   | Vincitore          | Driver          | Allenatore        | Tempo  |
| 2YO Colt & Gelding Pace | Big Jim            | Phillip Hudon   | James Dean        | 1:50.4 |
| 2YO Colt & Gelding Trot | Manofmanymissions  | Andy Miller     | Erv MIller        | 1:53.2 |
| 2YO Filly Pace          | See You At Peelers | Jim Morrill JR. | Jimmy Takter      | 1:52.1 |
| 2YO Filly Trot          | Martiniontherocks  | Ronald Pierce   | R. Dustin Jones   | 1:57   |
| 3YO Colt & Gelding Pace | Rock N Roll Heaven | Daniel Dube     | Bruce Saunders    | 1:49   |
| 3YO Colt & Gelding Trot | Break The Bank K   | Brian Sears     | Trond Smedshammer | 1:52.2 |
| 3YO Filly Pace          | Put On A Show      | Tim Tetrick     | Chris Ryder       | 1:52.1 |
| 3YO Filly Trot          | Impressive Kemp    | Ronald Pierce   | Noel Daley        | 1:54.4 |
| Open Mare Pace          | Dreamfair Eternal  | Randy Waples    | Pat Fletcher      | 1:50.3 |
| Open Mare Trot          | Buck I St. Pat     | Tim Tetrick     | Ron Burke         | 1:52.3 |
| Open Pace               | Won The West       | David Miller    | Ron Burke         | 1:49.3 |
| Open Trot               | Enough Talk        | Ronald Pierce   | Peter Kleinhans   | 1:52   |

### 2009
| Corsa                   | Vincitore         | Driver          | Allenatore         | Tempo  | Ippodromo          |
| 2YO Colt & Gelding Pace | All Speed Hanover | Ronald Pierce   | Michael Vanderkemp | 1:52   | Woodbine Racetrack |
| 2YO Colt & Gelding Trot | Pilgrims Taj      | Michel Lachance | Keith Armer        | 1:57.1 | Woodbine Racetrack |
| 2YO Filly Pace          | Fancy Filly       | Brian Sears     | Brenda Teague      | 1:53.4 | Woodbine Racetrack |
| 2YO Filly Trot          | Poof She's Gone   | David Miller    | Richard Norman     | 1:56.3 | Woodbine Racetrack |
| 3YO Colt & Gelding Pace | If I Can Dream    | Tim Tetrick     | Tracy Brainard     | 1:51:1 | Woodbine Racetrack |
| 3YO Colt & Gelding Trot | Muscle Hill       | Brian Sears     | Greg Peck          | 1:54.1 | Woodbine Racetrack |
| 3YO Filly Pace          | Yellow Diamond    | Jim Morrill Jr. | Tracy Brainard     | 1:51.2 | Woodbine Racetrack |
| 3YO Filly Trot          | Broadway Schooner | Brian Sears     | Jim Campbell       | 1:56   | Woodbine Racetrack |
| Open Mare Pace          | Hana Hanover      | George Brennan  | Mark Steacy        | 1:48.4 | The Meadowlands    |
| Open Mare Trot          | Buck I St. Pat    | Tim Tetrick     | Ron Burke          | 1:52   | The Meadowlands    |
| Open Pace               | Won The West      | Jim Morrill Jr. | Ron Burke          | 1:47   | The Meadowlands    |
| Open Trot               | Lucky Jim         | Andy Miller     | Julie Miller       | 1:52.1 | The Meadowlands    |

### 2008
| Corsa                   | Vincitore           | Driver         | Allenatore         | Tempo  | Ippodromo        |
| 2YO Colt & Gelding Pace | Well Said           | Ronald Pierce  | Steve Elliot       | 1:51   | The Meadowlands  |
| 2YO Colt & Gelding Trot | Muscle Hill         | Brian Sears    | Greg Peck          | 1:53.3 | The Meadowlands  |
| 2YO Filly Pace          | Fox Valley Topaz    | David Miller   | Ken Rucker         | 1:52.4 | The Meadowlands  |
| 2YO Filly Trot          | Honorable Daughter  | John Campbell  | Larry Remmen       | 1:55.3 | The Meadowlands  |
| 3YO Colt & Gelding Pace | Somebeachsomewhere  | Paul MacDonell | Brent MacGrath     | 1:48.3 | The Meadowlands  |
| 3YO Colt & Gelding Trot | In Focus            | Dave Palone    | Jimmy Takter       | 1:53.4 | The Meadowlands  |
| 3YO Filly Pace          | A And G's Confusion | David Miller   | Casie Coleman      | 1:51   | The Meadowlands  |
| 3YO Filly Trot          | Kadealia            | Tim Tetrick    | George Teague      | 1:56.1 | The Meadowlands  |
| Open Mare Pace          | My Little Dragon    | Brian Sears    | Mike Vanderkemp    | 1:50.1 | Mohawk Racetrack |
| Open Mare Trot          | Brigham Dream       | Luc Ouellette  | Nicolas Vandenplas | 1:53.2 | Mohawk Racetrack |
| Open Pace               | Mister Big          | Brian Sears    | Virgil Morgan Jr.  | 1:50   | Mohawk Racetrack |
| Open Trot               | Corleone Kosmos     | John Campbell  | Darren McCall      | 1:51.4 | Mohawk Racetrack |

### 2007
| Corsa                   | Vincitore          | Driver            | Allenatore        | Tempo  | Ippodromo        |
| 2YO Colt & Gelding Pace | Santanna Blue Chip | Jody Jamieson     | Carl Jamieson     | 1:51.3 | The Meadowlands  |
| 2YO Colt & Gelding Trot | Deweycheatumnhowe  | Ray Schnittker    | Ray Schnittker    | 1:57.2 | The Meadowlands  |
| 2YO Filly Pace          | Stylish Artist     | George Brennan    | Mark Steacy       | 1:53   | The Meadowlands  |
| 2YO Filly Trot          | Snow White         | John Campbell     | Kevin Lare        | 1:55.1 | The Meadowlands  |
| 3YO Colt & Gelding Pace | Artist's View      | George Brennan    | George Sholty     | 1:50.4 | The Meadowlands  |
| 3YO Colt & Gelding Trot | Arch Madness       | Brian Sears       | Trond Smedshammer | 1:52.4 | The Meadowlands  |
| 3YO Filly Pace          | Artcotic           | Brian Sears       | George Teague Jr. | 1:51.2 | The Meadowlands  |
| 3YO Filly Trot          | Southwind Serena   | Yannick Gingras   | Per Henriksen     | 1:55.2 | The Meadowlands  |
| Open Mare Pace          | Moving Pictures    | Mark J. MacDonald | Casie Coleman     | 1:51.2 | Mohawk Racetrack |
| Open Mare Trot          | Mystical Sunshine  | Daniel Dube       | Chris Ryder       | 1:54.2 | Mohawk Racetrack |
| Open Pace               | Artistic Fella     | Tim Tetrick       | Steve Elliott     | 1:49.2 | Mohawk Racetrack |
| Open Trot               | Equinox Bi         | Trevor Ritchie    | Jan Nordin        | 1:52   | Mohawk Racetrack |

### 2006
| Corsa                   | Vincitore         | Driver          | Allenatore         | Tempo   | Ippodromo          |
| 2YO Colt & Gelding Pace | Charley Barley    | Michel Lachance | Kimberlie Miller   | 1:53.3  | Woodbine Racetrack |
| 2YO Colt & Gelding Trot | Donato Hanover    | Ronald Pierce   | Steve Elliott      | 1:56s   | Woodbine Racetrack |
| 2YO Filly Pace          | Calgary Hanover   | Michel Lachance | Don Swick          | 1:53.2  | Woodbine Racetrack |
| 2YO Filly Trot          | Possess The Magic | Michel Lachance | Ron Gurfein        | 1:57.2  | Woodbine Racetrack |
| 3YO Colt & Gelding Pace | Shark Gesture     | George Brennan  | Erv Miller         | 1:52.1  | Woodbine Racetrack |
| 3YO Colt & Gelding Trot | Majestic Son      | Trevor Ritchie  | Mark Steacy        | 1:54.2  | Woodbine Racetrack |
| 3YO Filly Pace          | My Little Dragon  | Brian Sears     | Noel Daley         | 1:52.3  | Woodbine Racetrack |
| 3YO Filly Trot          | Susie's Magic     | David Miller    | Anthony O’Sullivan | 1:55.4s | Woodbine Racetrack |
| Open Mare Pace          | Burning Point     | Ronald Pierce   | Steve Elliot       | 1:49.2  | The Meadowlands    |
| Open Mare Trot          | Mystical Sunshine | Ronald Pierce   | Chris Ryder        | 1:53.3  | The Meadowlands    |
| Open Pace               | Lis Mara          | Brian Sears     | Ervin Miller       | 1:47.3  | The Meadowlands    |
| Open Trot               | Sand Vic          | Brian Sears     | Trond Smedshammer  | 1:52.3  | The Meadowlands    |

### 2005
| Corsa                   | Vincitore         | Driver           | Allenatore        | Tempo  | Ippodromo             |
| 2YO Colt & Gelding Pace | Jereme's Jet      | Paul MacDonell   | Tom Harmer        | 1:52.1 | Meadowlands Racetrack |
| 2YO Colt & Gelding Trot | Chocolatier       | Doug R. Ackerman | Doug R. Ackerman  | 1:56.1 | Meadowlands Racetrack |
| 2YO Filly Pace          | My Little Dragon  | Ronald Pierce    | Brendan Johnson   | 1:52.1 | Meadowlands Racetrack |
| 2YO Filly Trot          | Passionate Glide  | Ronald Pierce    | Jimmy Takter      | 1:55.4 | Meadowlands Racetrack |
| 3YO Colt & Gelding Pace | Rocknroll Hanover | Brian Sears      | Brett Pelling     | 1:49.4 | Meadowlands Racetrack |
| 3YO Colt & Gelding Trot | Strong Yankee     | Brian Sears      | Trond Smedshammer | 1:53.4 | Meadowlands Racetrack |
| 3YO Filly Pace          | Belovedangel      | Ronald Pierce    | Robert McIntosh   | 1:52.1 | Meadowlands Racetrack |
| 3YO Filly Trot          | Blur              | Brian Sears      | Trond Smedshammer | 1:56.1 | Meadowlands Racetrack |
| Open Mare Pace          | Loyal Opposition  | George Brennan   | Erv Miller        | 1:51   | Mohawk Racetrack      |
| Open Mare Trot          | Peaceful Way      | Trevor Ritchie   | David Tingley     | 1:53.1 | Mohawk Racetrack      |
| Open Pace               | Boulder Creek     | Brian Sears      | Mark Silva        | 1:49.1 | Mohawk Racetrack      |
| Open Trot               | Mr. Muscleman     | Ronald Pierce    | Mike Vanderkemp   | 1:52   | Mohawk Racetrack      |

### 2004
| Corsa                   | Vincitore          | Driver        | Allenatore        | Tempo  | Ippodromo          |
| 2YO Colt & Gelding Pace | Village Jolt       | Ronald Pierce | Ed Hart           | 1:51.1 | Woodbine Racetrack |
| 2YO Colt & Gelding Trot | Ken Warkentin      | David Miller  | Jimmy Takter      | 1:57.1 | Woodbine Racetrack |
| 2YO Filly Pace          | Restive Hanover    | Andy Miller   | Ervin Miller      | 1:52.4 | Woodbine Racetrack |
| 2YO Filly Trot          | Flirtin Miss       | John Campbell | Jimmy Takter      | 1:56.1 | Woodbine Racetrack |
| 3YO Colt & Gelding Pace | Western Terror     | Brian Sears   | Brett Pelling     | 1:50.2 | Woodbine Racetrack |
| 3YO Colt & Gelding Trot | Yankee Slide       | Brian Sears   | Steve Elliott     | 1:54.4 | Woodbine Racetrack |
| 3YO Filly Pace          | Rainbow Blue       | Ronald Pierce | George Teague     | 1:51   | Woodbine Racetrack |
| 3YO Filly Trot          | Housethatruthbuilt | Brian Sears   | Trond Smedshammer | 1:53.3 | Woodbine Racetrack |
| Open Mare Pace          | Always Cam         | David Miller  | Bill Zendt        | 1:49.2 | The Meadowlands    |
| Open Mare Trot          | Armbro Affair      | Ronald Pierce | Robert McIntosh   | 1:54.1 | The Meadowlands    |
| Open Pace               | Boulder Creek      | Ronald Pierce | Mark Silva        | 1:48.1 | The Meadowlands    |
| Open Trot               | H P Paque          | Brian Sears   | Trond Smedshammer | 1:52.2 | The Meadowlands    |

### 2003
| Corsa                   | Vincitore         | Driver          | Allenatore        | Tempo   | Ippodromo             |
| 2YO Colt & Gelding Pace | I Am A Fool       | Ronald Pierce   | Brett Pelling     | 1:52.2  | Meadowlands Racetrack |
| 2YO Colt & Gelding Trot | Cantab Hall       | Michel Lachance | Ron Gurfein       | 1:56.4  | Meadowlands Racetrack |
| 2YO Filly Pace          | Pans Culottes     | Dan Dube        | Ben Wallace       | 1:54.3  | Meadowlands Racetrack |
| 2YO Filly Trot          | Forever Scarlet   | David Miller    | Brett Pelling     | 1:57.4  | Meadowlands Racetrack |
| 3YO Colt & Gelding Pace | No Pan Intended   | David Miller    | Ivan Sugg         | 1:50.3  | Meadowlands Racetrack |
| 3YO Colt & Gelding Trot | Mr Muscleman      | Ronald Pierce   | Noel Daley        | 1:54.2  | Meadowlands Racetrack |
| 3YO Filly Pace          | Burning Point     | Kevin Wallis    | Linda Wallis      | 1:51.4  | Meadowlands Racetrack |
| 3YO Filly Trot          | Stroke Play       | Brian Sears     | Trond Smedshammer | 1:55.2  | Meadowlands Racetrack |
| Open Mare Pace          | Eternal Camnation | Eric Ledford    | Jeff Miller       | 1:51.1  | Woodbine Racetrack    |
| Open Pace               | Art Major         | John Campbell   | Bill Robinson     | 1:49.4s | Woodbine Racetrack    |
| Open Trot               | Fool's Goal       | Jack Moiseyev   | Jim Doherty       | 1:52.4s | Woodbine Racetrack    |

### 2002
| Corsa                   | Vincitore         | Driver                 | Allenatore    | Tempo   | Ippodromo          |
| 2YO Colt & Gelding Pace | Totally Western   | Mario Baillargeon      | Ben Wallace   | 1:53.2  | Woodbine Racetrack |
| 2YO Colt & Gelding Trot | Broadway Hall     | John Campbell          | Jim Campbell  | 1:57.2  | Woodbine Racetrack |
| 2YO Filly Pace          | Armbro Amoretto   | Luc Ouellette          | David Smith   | 1:53s   | Woodbine Racetrack |
| 2YO Filly Trot          | Pick Me Up        | Luc Ouellette          | D. McCall     | 1:57.3  | Woodbine Racetrack |
| 3YO Colt & Gelding Pace | Art Major         | John Campbell          | Bill Robinson | 1:51s   | Woodbine Racetrack |
| 3YO Colt & Gelding Trot | Kadabra           | Dave Miller            | Jim Takter    | 1:54.1  | Woodbine Racetrack |
| 3YO Filly Pace          | Allamerican Nadia | Chris Christoforou Jr. | John Burns    | 1:53s   | Woodbine Racetrack |
| 3YO Filly Trot          | Cameron Hall      | Trevor Ritchie         | Bob Stewart   | 1:55.4s | Woodbine Racetrack |
| Open Mare Pace          | Molly Can Do It   | Jack Moiseyev          | Linda Toscano | 1:49.4  | The Meadowlands    |
| Open Pace               | Real Desire       | John Campbell          | Blair Burgess | 1:48.3  | The Meadowlands    |
| Open Trot               | Fool's Goal       | Jack Moiseyev          | Jim Doherty   | 1:51.3  | The Meadowlands    |

### 2001
| Corsa                   | Vincitore         | Driver             | Allenatore      | Tempo  | Ippodromo          |
| 2YO Colt & Gelding Pace | Western Shooter   | John Campbell      | Robert McIntosh | 1:51   | Woodbine Racetrack |
| 2YO Colt & Gelding Trot | Duke Of York      | Paul MacDonell     | John Bax        | 1:57.3 | Woodbine Racetrack |
| 2YO Filly Pace          | Cam Swifty        | Jim Meittinis      | Don Swick       | 1:52.4 | Woodbine Racetrack |
| 2YO Filly Trot          | Cameron Hall      | Michel Lachance    | Bob Stewart     | 1:57.3 | Woodbine Racetrack |
| 3YO Colt & Gelding Pace | Real Desire       | John Campbell      | Blair Burgess   | 1:50   | Woodbine Racetrack |
| 3YO Colt & Gelding Trot | Liberty Balance   | Randy Waples       | Pat Hunt        | 1:55   | Woodbine Racetrack |
| 3YO Filly Pace          | Bunny Lake        | John Stark Jr.     | John Stark Jr.  | 1:52.4 | Woodbine Racetrack |
| 3YO Filly Trot          | Syrinx Hanover    | John Campbell      | Chris Marino    | 1:55.1 | Woodbine Racetrack |
| Open Mare Pace          | Eternal Camnation | Eric Ledford       | Jeff Miller     | 1:50.4 | The Meadowlands    |
| Open Pace               | Goliath Bayama    | Sylvain Filion     | Yves Filion     | 1:48.4 | The Meadowlands    |
| Open Trot               | Varenne           | Giampaolo Minnucci | Jori Turja      | 1:51.1 | The Meadowlands    |

### 2000
| Corsa                   | Vincitore       | Driver          | Allenatore    | Tempo  | Ippodromo        |
| 2YO Colt & Gelding Pace | Bettors Delight | Michel Lachance | Scott McEneny | 1:52.4 | Mohawk Racetrack |
| 2YO Colt & Gelding Trot | Banker Hall     | Trevor Ritchie  | Harald Lunde  | 1:56.1 | Mohawk Racetrack |
| 2YO Filly Pace          | Lady MacBeach   | Luc Ouellette   | Joe Holloway  | 1:55.3 | Mohawk Racetrack |
| 2YO Filly Trot          | Syrinx Hanover  | Trevor Ritchie  | Chris Marino  | 1:55.3 | Mohawk Racetrack |
| 3YO Colt & Gelding Pace | Gallo Blue Chip | Daniel Dube     | Mark Ford     | 1:51.1 | Mohawk Racetrack |
| 3YO Colt & Gelding Trot | Fast Photo      | Michel Lachance | Don Swick     | 1:55.4 | Mohawk Racetrack |
| 3YO Filly Pace          | Popcorn Penny   | Ryan Anderson   | Joe Anderson  | 1:52   | Mohawk Racetrack |
| 3YO Filly Trot          | Aviano          | Trevor Ritchie  | Bill Wellwood | 1:56   | Mohawk Racetrack |
| Open Mare Pace          | Ron's Girl      | Michel Lachance | Joe Anderson  | 1:50.4 | The Meadowlands  |
| Open Pace               | Western Ideal   | Michel Lachance | Brett Pelling | 1:48   | The Meadowlands  |
| Open Trot               | Magician        | Dave Miller     | Earl Cruise   | 1:53.1 | The Meadowlands  |

### 1999
| Corsa                   | Vincitore         | Driver                 | Allenatore      | Tempo  | Ippodromo       |
| 2YO Colt & Gelding Pace | Tyberwood         | Richie Silverman       | Gary Machiz     | 1:52.4 | Mohawk Raceway  |
| 2YO Colt & Gelding Trot | Master Lavec      | Dan Daley              | Dan Daley       | 1:56.4 | Mohawk Raceway  |
| 2YO Filly Pace          | Eternal Camnation | Eric Ledford           | Jeff Miller     | 1:52.3 | Mohawk Raceway  |
| 2YO Filly Trot          | Dream Of Joy      | Jim Meittinis          | Per Eriksson    | 1:57.2 | Mohawk Raceway  |
| 3YO Colt & Gelding Pace | Grinfromeartoear  | Chris Christoforou Jr. | Brett Pelling   | 1:50.3 | Mohawk Raceway  |
| 3YO Colt & Gelding Trot | CR Renegade       | Rod Allen              | Carl Allen      | 1:54.2 | Mohawk Raceway  |
| 3YO Filly Pace          | Odie's Fame       | Dave Wall              | Harold Wellwood | 1:53   | Mohawk Raceway  |
| 3YO Filly Trot          | Oolong            | Ronald Pierce          | Per Henriksen   | 1:56   | Mohawk Raceway  |
| Open Mare Pace          | Shore By Five     | Daniel Dube            | Robert McIntosh | 1:50.4 | The Meadowlands |
| Open Pace               | Red Bow Tie       | Luc Ouellette          | Monte Gelrod    | 1:50   | The Meadowlands |
| Open Trot               | Supergrit         | Ronald Pierce          | Carl Conte Jr.  | 1:53.1 | The Meadowlands |

### 1998
| Corsa                   | Vincitore        | Driver          | Allenatore        | Tempo  | Ippodromo       |
| 2YO Colt & Gelding Pace | Badlands Hanover | Ronald Pierce   | Joe Holloway      | 1:50   | Colonial Downs  |
| 2YO Colt & Gelding Trot | CR Commando      | Carl Allen      | Carl Allen        | 1:53.2 | Colonial Downs  |
| 2YO Filly Pace          | Juliet's Fate    | George Brennan  | Brett Pelling     | 1:52   | Colonial Downs  |
| 2YO Filly Trot          | Musical Victory  | Luc Ouellette   | Per Eriksson      | 1:55.3 | Colonial Downs  |
| 3YO Colt & Gelding Pace | Artiscape        | Michel Lachance | Robert McIntosh   | 1:49.3 | Colonial Downs  |
| 3YO Colt & Gelding Trot | Muscles Yankee   | John Campbell   | Charles Sylvester | 1:53   | Colonial Downs  |
| 3YO Filly Pace          | Galleria         | George Brennan  | Jim Campbell      | 1:51   | Colonial Downs  |
| 3YO Filly Trot          | Lassie's Goal    | Mark O'Mara     | Mark O'Mara       | 1:54.3 | Colonial Downs  |
| Open Mare Pace          | Jay's Table      | John Campbell   | Bill Robinson     | 1:49.3 | The Meadowlands |
| Open Pace               | Red Bow Tie      | Luc Ouellette   | Monte Gelrod      | 1:50.1 | The Meadowlands |
| Open Trot               | Moni Maker       | Wally Hennessey | Jimmy Takter      | 1:52.3 | The Meadowlands |

### 1997
| Corsa                   | Vincitore          | Driver          | Allenatore      | Tempo  | Ippodromo       |
| 2YO Colt & Gelding Pace | Artiscape          | Michel Lachance | Robert McIntosh | 1:53.2 | Mohawk Raceway  |
| 2YO Colt & Gelding Trot | Catch As Catch Can | Wally Hennessey | Ron Gurfein     | 2:01.1 | Mohawk Raceway  |
| 2YO Filly Pace          | Take Flight        | Luc Ouellette   | Alan Riegle     | 1:54.1 | Mohawk Raceway  |
| 2YO Filly Trot          | My Dolly           | Wally Hennessey | Osvaldo Formia  | 1:59.1 | Mohawk Raceway  |
| 3YO Colt & Gelding Pace | Village Jasper     | Paul MacDonell  | Bill Wellwood   | 1:51.4 | Mohawk Raceway  |
| 3YO Colt & Gelding Trot | Malabar Man        | Mal Burroughs   | Jim Takter      | 1:55.2 | Mohawk Raceway  |
| 3YO Filly Pace          | Stienam's Place    | Jack Moiseyev   | Bruce Riegle    | 1:53   | Mohawk Raceway  |
| 3YO Filly Trot          | No Nonsense Woman  | Jim Doherty     | Jim Doherty     | 1:56.2 | Mohawk Raceway  |
| Open Mare Pace          | Extreme Velocity   | John Campbell   | Trent Stohler   | 1:50.3 | The Meadowlands |
| Open Pace               | Armbro Operative   | Michel Lachance | Brett Pelling   | 1:50.3 | The Meadowlands |
| Open Trot               | Wesgate Crown      | John Campbell   | “Raz” MacKenzie | 1:52.4 | The Meadowlands |

### 1996
| Corsa                   | Vincitore          | Driver          | Allenatore        | Tempo  | Ippodromo       |
| 2YO Colt & Gelding Pace | His Mattjesty      | Doug Brown      | Stew Firlotte     | 1:54.4 | Mohawk Raceway  |
| 2YO Colt & Gelding Trot | Malabar Man        | Mal Burroughs   | Jimmy Takter      | 1:59.1 | Mohawk Raceway  |
| 2YO Filly Pace          | Before Sunrise     | Steve Condren   | Gene Riegle       | 1:55.3 | Mohawk Raceway  |
| 2YO Filly Trot          | Armbro Prowess     | Jimmy Takter    | Jimmy Takter      | 1:59.2 | Mohawk Raceway  |
| 3YO Colt & Gelding Pace | Armbro Operative   | Michel Lachance | Brett Pelling     | 1:54.1 | Yonkers Raceway |
| 3YO Colt & Gelding Trot | Running Sea        | Wally Hennessey | Charles Sylvester | 1:55   | Vernon Downs    |
| 3YO Filly Pace          | Mystical Maddy     | Michel Lachance | Brett Pelling     | 1:55.3 | Yonkers Raceway |
| 3YO Filly Trot          | Personal Banner    | Peter Wrenn     | Bill Gallagher    | 1:54.1 | Vernon Downs    |
| Open Mare Pace          | She's A Great Lady | John Campbell   | Joe Holloway      | 1:50.4 | The Meadowlands |
| Open Pace               | Jenna's Beach Boy  | Bill Fahy       | Joe Holloway      | 1:48.4 | The Meadowlands |
| Open Trot               | CR Kay Suzie       | Rod Allen       | Carl Allen        | 1:52.3 | The Meadowlands |

### 1995
| Corsa                   | Vincitore          | Driver             | Allenatore        | Tempo  | Ippodromo                   |
| 2YO Colt & Gelding Pace | John Street North  | Jack Moiseyev      | Bill Robinson     | 1:53.3 | Garden State Park           |
| 2YO Colt & Gelding Trot | Armbro Officer     | Lee Asher          | Robert McIntosh   | 1:58.3 | Garden State Park           |
| 2YO Filly Pace          | Paige Nicole Q     | John Campbell      | Charles Sylvester | 1:53.4 | Garden State Park           |
| 2YO Filly Trot          | Continentalvictory | Michel Lachance    | Ron Gurfein       | 1:55.3 | Garden State Park           |
| 3YO Colt & Gelding Pace | Jenna's Beach Boy  | Bill Fahy          | Joe Holloway      | 1:52.4 | Woodbine Racetrack          |
| 3YO Colt & Gelding Trot | Abundance          | William O'Donnell  | John Ducharme     | 1:58   | Woodbine Racetrack          |
| 3YO Filly Pace          | Headline Hanover   | Doug Brown         | Stew Firlotte     | 1:55   | Woodbine Racetrack          |
| 3YO Filly Trot          | Lookout Victory    | John Patterson Jr. | Per Eriksson      | 1:57.3 | Woodbine Racetrack          |
| Open Mare Pace          | Ellamony           | Mike Saftic        | Stephan Doyle     | 1:54.2 | Northfield Park             |
| Open Mare Trot          | CR Kay Suzie       | Rod Allen          | Carl Allen        | 1:58.1 | Delaware County Fairgrounds |
| Open Pace               | That'll Be Me      | Roger Mayotte      | Robert Young      | 1:52.4 | Northfield Park             |
| Open Trot               | Panifesto          | Luc Ouellette      | Bill Robinson     | 1:56.1 | Delaware County Fairgrounds |

### 1994
| Corsa                   | Vincitore          | Driver             | Allenatore        | Tempo  | Ippodromo          |
| 2YO Colt & Gelding Pace | Jenna's Beach Boy  | Bill Fahy          | Joe Holloway      | 1:51.4 | Woodbine Racetrack |
| 2YO Colt & Gelding Trot | Eager Seelster     | Ted Jacobs         | Ted Jacobs        | 1:58.3 | Woodbine Racetrack |
| 2YO Filly Pace          | Yankee Cashmere    | Peter Wrenn        | Brett Bittle      | 1:56   | Woodbine Racetrack |
| 2YO Filly Trot          | Lookout Victory    | John Patterson Jr. | Per Eriksson      | 1:57.2 | Woodbine Racetrack |
| 3YO Colt & Gelding Pace | Magical Mike       | Michel Lachance    | Tom Haughton      | 1:51.3 | Garden State Park  |
| 3YO Colt & Gelding Trot | Incredible Abe     | Italo Tamborrino   | Charles Sylvester | 1:54.1 | Garden State Park  |
| 3YO Filly Pace          | Hardie Hanover     | Tim Twaddle        | John Burns        | 1:51.4 | Garden State Park  |
| 3YO Filly Trot          | Imageofa Clear Day | William O'Donnell  | Doug McIntosh     | 1:55.2 | Garden State Park  |
| Open Mare Pace          | Shady Daisy        | Michel Lachance    | Louis Bauslaugh   | 1:53.1 | Freehold Raceway   |
| Open Mare Trot          | Armbro Keepsake    | Stig Johansson     | Stig Johansson    | 1:57.4 | Freehold Raceway   |
| Open Pace               | Village Jiffy      | Paul MacDonell     | Bill Wellwood     | 1:52.2 | Freehold Raceway   |
| Open Trot               | Pine Chip          | John Campbell      | Charles Sylvester | 1:55.2 | Freehold Raceway   |

### 1993
| Corsa                   | Vincitore          | Driver                 | Allenatore             | Tempo  | Ippodromo        |
| 2YO Colt & Gelding Pace | Expensive Scooter  | Jack Moiseyev          | Bill Robinson          | 1:54.2 | Freehold Raceway |
| 2YO Colt & Gelding Trot | Wesgate Crown      | John Campbell          | G. R. "Raz" MacKenzie  | 1:57.1 | Pompano Harness  |
| 2YO Filly Pace          | Electric Slide     | Michel Lachance        | Robert McIntosh        | 1:55.3 | Freehold Raceway |
| 2YO Filly Trot          | Gleam              | Jimmy Takter           | Jimmy Takter           | 1:58.4 | Pompano Harness  |
| 3YO Colt & Gelding Pace | Life Sign          | John Campbell          | Gene Riegle            | 1:54.2 | Freehold Raceway |
| 3YO Colt & Gelding Trot | Pine Chip          | John Campbell          | Charles Sylvester      | 1:54.2 | Pompano Harness  |
| 3YO Filly Pace          | Immortality        | John Campbell          | Robert McIntosh        | 1:55.3 | Freehold Raceway |
| 3YO Filly Trot          | Expressway Hanover | Per Henriksen          | Per Henriksen          | 1:55.4 | Pompano Harness  |
| Open Mare Pace          | Swing Back         | Kelly Sheppard         | Tod Sheppard           | 1:52.2 | Mohawk Raceway   |
| Open Mare Trot          | Lifetime Dream     | Paul MacDonell         | George "Butch" Elliott | 1:55.4 | Mohawk Raceway   |
| Open Pace               | Staying Together   | William O'Donnell      | Robert McIntosh        | 1:51.1 | Mohawk Raceway   |
| Open Trot               | Earl               | Chris Christoforou Jr. | Chris Christoforou Sr. | 1:56   | Mohawk Raceway   |

### 1992
| Corsa                   | Vincitore      | Driver             | Allenatore        | Tempo  | Ippodromo       |
| 2YO Colt & Gelding Pace | Village Jiffy  | Ron Waples         | Bill Wellwood     | 1:53.2 | Pompano Harness |
| 2YO Colt & Gelding Trot | Giant Chill    | John Patterson Jr. | Per Eriksson      | 1:58.2 | Pompano Harness |
| 2YO Filly Pace          | Immortality    | John Campbell      | Bruce Nickells    | 1:54.4 | Pompano Harness |
| 2YO Filly Trot          | Winky's Goal   | Catello Manzi      | Charles Sylvester | 1:59.2 | Pompano Harness |
| 3YO Colt & Gelding Pace | Kingsbridge    | Roger Mayotte      | Roger Mayotte     | 1:54.4 | Northfield Park |
| 3YO Colt & Gelding Trot | Baltic Striker | Michel Lachance    | Ron Gurfein       | 1:55.4 | Pompano Harness |
| 3YO Filly Pace          | So Fresh       | John Campbell      | Robert McIntosh   | 1:56   | Northfield Park |
| 3YO Filly Trot          | Imperfection   | Michel Lachance    | Ron Gurfein       | 1:57   | Pompano Harness |
| Open Mare Pace          | Shady Daisy    | Ronald Pierce      | Louis Bauslaugh   | 1:53.2 | Mohawk Raceway  |
| Open Mare Trot          | Peace Corps    | Torbjorn Jansson   | Torbjorn Jansson  | 1:58   | Mohawk Raceway  |
| Open Pace               | Artsplace      | John Campbell      | Robert McIntosh   | 1:52   | Mohawk Raceway  |
| Open Trot               | No Sex Please  | Ron Waples         | Ron Waples Jr.    | 1:56.4 | Mohawk Raceway  |

### 1991
| Corsa                   | Vincitore          | Driver            | Allenatore        | Tempo  | Ippodromo       |
| 2YO Colt & Gelding Pace | Digger Almahurst   | Doug Brown        | Stew Firlotte     | 1:52.1 | Pompano Harness |
| 2YO Colt & Gelding Trot | King Conch         | Bill Gale         | Per Eriksson      | 1:56.2 | Pompano Harness |
| 2YO Filly Pace          | Hazleton Kay       | John Campbell     | Bruce Nickells    | 1:53.4 | Pompano Harness |
| 2YO Filly Trot          | Armbro Keepsake    | John Campbell     | Charles Sylvester | 1:58.1 | Pompano Harness |
| 3YO Colt & Gelding Pace | Three Wizzards     | Bill Gale         | Dave Elliott      | 1:52.2 | Pompano Harness |
| 3YO Colt & Gelding Trot | Giant Victory      | Ronald Pierce     | Per Eriksson      | 1:56   | Pompano Harness |
| 3YO Filly Pace          | Miss Easy          | John Campbell     | Bruce Nickells    | 1:52.2 | Pompano Harness |
| 3YO Filly Trot          | Twelve Speed       | Ron Waples        | Mark Loewe        | 1:57   | Pompano Harness |
| Open Mare Pace          | Delinquent Account | William O'Donnell | Robert McIntosh   | 1:54.2 | The Meadows     |
| Open Mare Trot          | Me Maggie          | Berndt Lindstedt  | Jan Johnson       | 1:58.2 | The Meadows     |
| Open Pace               | Camluck            | Michel Lachance   | Robert McIntosh   | 1:52.1 | The Meadows     |
| Open Trot               | Billyjojimbob      | Paul MacDonell    | Mike Wade         | 1:57.4 | The Meadows     |

### 1990
Tutte le corse si sono svolte al Pompano Harness
| Corsa                   | Vincitore        | Driver              | Allenatore          | Tempo  |
| 2YO Colt & Gelding Pace | Artsplace        | John Campbell       | Gene Riegle         | 1:51.1 |
| 2YO Colt & Gelding Trot | Crysta's Best    | Dick Richardson Jr. | Dick Richardson Jr. | 2:01   |
| 2YO Filly Pace          | Miss Easy        | John Campbell       | Bruce Nickells      | 1:54   |
| 2YO Filly Trot          | Jean Bi          | Jan Nordin          | Soren Nordin        | 2:00.3 |
| 3YO Colt & Gelding Pace | Beach Towel      | Ray Remmen          | Ray Remmen          | 1:51.2 |
| 3YO Colt & Gelding Trot | Embassy Lobell   | Michel Lachance     | Jerry Riordan       | 1:56.4 |
| 3YO Filly Pace          | Town Pro         | Doug Brown          | Stew Firlotte       | 1:54.4 |
| 3YO Filly Trot          | Me Maggie        | Berndt Lindstedt    | Jan Johnson         | 1:57.1 |
| Open Mare Pace          | Caesar's Jackpot | Bill Fahy           | Michel Bouvrette    | 1:52.3 |
| Open Mare Trot          | Peace Corps      | Stig Johansson      | Stig Johansson      | 1:54.2 |
| Open Pace               | Bay's Fella      | Paul MacDonell      | Mike DeMenno        | 1:52.1 |
| Open Trot               | No Sex Please    | Ron Waples          | Ron Waples Jr.      | 1:55   |

### 1989
| Corsa                   | Vincitore          | Driver          | Allenatore     | Tempo  | Ippodromo         |
| 2YO Colt & Gelding Pace | Till We Meet Again | Mickey McNichol | Abe Stotzfus   | 1:56.2 | Pompano Harness   |
| 2YO Colt & Gelding Trot | Royal Troubador    | Carl Allen      | Carl Allen     | 1:59.2 | Pompano Harness   |
| 2YO Filly Pace          | Town Pro           | Doug Brown      | Stew Firlotte  | 1:55   | Pompano Harness   |
| 2YO Filly Trot          | Delphi's Lobell    | Ron Waples      | Per Eriksson   | 1:59.3 | Pompano Harness   |
| 3YO Colt & Gelding Pace | Goalie Jeff        | Michel Lachance | Tom Artandi    | 1:54.1 | Pompano Harness   |
| 3YO Colt & Gelding Trot | Esquire Spur       | Dick Stillings  | Dick Stillings | 1:56.1 | Pompano Harness   |
| 3YO Filly Pace          | Cheery Hello       | John Campbell   | Jim Miller     | 1:55.4 | Pompano Harness   |
| 3YO Filly Trot          | Peace Corps        | John Campbell   | Tom Haughton   | 1:57   | Pompano Harness   |
| Open Mare Pace          | Armbro Feather     | John Kopas      | Jack Kopas     | 1:56   | Northfield Park   |
| Open Mare Trot          | Grades Singing     | Olle Goop       | Olle Goop      | 1:57.3 | Blue Bonnets      |
| Open Pace               | Matt's Scooter     | Michel Lachance | Harry Poulton  | 1:53.2 | Freehold Raceway  |
| Open Trot               | Delray Lobell      | John Campbell   | Art Wirsching  | 1:57.2 | Freestate Raceway |

### 1988
| Corsa                   | Vincitore         | Driver            | Allenatore        | Tempo  | Ippodromo          |
| 2YO Colt & Gelding Pace | Kentucky Spur     | Dick Stillings    | Dick Stillings    | 1:53.2 | Pompano Harness    |
| 2YO Colt & Gelding Trot | Valley Victory    | William O'Donnell | Steve Elliott     | 1:58.1 | Pompano Harness    |
| 2YO Filly Pace          | Central Park West | John Campbell     | Bruce Nickells    | 1:53.3 | Pompano Harness    |
| 2YO Filly Trot          | Peace Corps       | John Campbell     | Tom Haughton      | 1:57.1 | Pompano Harness    |
| 3YO Colt & Gelding Pace | Camtastic         | William O'Donnell | Bob Bencal        | 1:55.1 | Mohawk Raceway     |
| 3YO Colt & Gelding Trot | Firm Tribute      | Mark O'Mara       | Mark O'Mara       | 1:55.3 | The Meadows        |
| 3YO Filly Pace          | Sweet Reflection  | William O'Donnell | Steve Elliott     | 1:55.4 | Hazel Park Harness |
| 3YO Filly Trot          | Nalda Hanover     | Mickey McNichol   | Soren Nordin      | 2:02   | Rosecroft Raceway  |
| Open Mare Pace          | Anniecrombie      | Dave Magee        | Bill Darin        | 1:52.3 | The Meadowlands    |
| Open Mare Trot          | Armbro Flori      | Larry Walker      | George Sholty     | 1:59.3 | Batavia Downs      |
| Open Pace               | Call For Rain     | Clint Galbraith   | Clint Galbraith   | 1:53.2 | Scioto Downs       |
| Open Trot               | Mack Lobell       | John Campbell     | Charles Sylvester | 1:56   | Saratoga Harness   |

### 1987
| Corsa                   | Vincitore         | Driver            | Allenatore        | Tempo  | Ippodromo          |
| 2YO Colt & Gelding Pace | Camtastic         | William O'Donnell | Bob Bencal        | 1:56.2 | Rosecroft Raceway  |
| 2YO Colt & Gelding Trot | Defiant One       | Howard Beissinger | Howard Beissinger | 2:01.4 | Mohawk Raceway     |
| 2YO Filly Pace          | Leah Almahurst    | Bill Fahy         | Gene Riegle       | 2:00.1 | Freestate Raceway  |
| 2YO Filly Trot          | Nan's Catch       | Berndt Lindstedt  | Jan Johnson       | 2:00.2 | Hazel Park Harness |
| 3YO Colt & Gelding Pace | Call For Rain     | Clint Galbraith   | Clint Galbraith   | 1:53   | Pompano Harness    |
| 3YO Colt & Gelding Trot | Mack Lobell       | John Campbell     | Charles Sylvester | 1:54.1 | Pompano Harness    |
| 3YO Filly Pace          | Pacific           | Tom Harmer        | Tom Harmer        | 1:55   | Pompano Harness    |
| 3YO Filly Trot          | Armbro Fling      | George Sholty     | George Sholty     | 1:57.3 | Pompano Harness    |
| Open Mare Pace          | Follow My Star    | John Campbell     | Bruce Nickells    | 1:53.4 | The Red Mile       |
| Open Mare Trot          | Grades Singing    | Olle Goop         | Olle Goop         | 1:58.3 | Northfield Park    |
| Open Pace               | Armbro Emerson    | Walter Whelan     | Brian Burton      | 1:54.1 | Roosevelt Raceway  |
| Open Trot               | Sugarcane Hanover | Ron Waples        | Jim Simpson       | 1:54.3 | The Meadowlands    |

### 1986
| Corsa                   | Vincitore         | Driver            | Allenatore        | Tempo  | Ippodromo         |
| 2YO Colt & Gelding Pace | Sunset Warrior    | Bill Gale         | Robert McIntosh   | 1:55.3 | Garden State Park |
| 2YO Colt & Gelding Trot | Mack Lobell       | John Campbell     | Charles Sylvester | 1:59.1 | Pompano Harness   |
| 2YO Filly Pace          | Halcyon           | Ray Remmen        | Ray Remmen        | 1:58   | Rosecroft Raceway |
| 2YO Filly Trot          | Super Flora       | Ron Waples        | Jim Miller        | 1:59.2 | Canterbury Downs  |
| 3YO Colt & Gelding Pace | Masquerade        | Richie Silverman  | Jerry Silverman   | 1:55   | Garden State Park |
| 3YO Colt & Gelding Trot | Sugarcane Hanover | Ron Waples        | Jim Simpson       | 1:57.1 | Garden State Park |
| 3YO Filly Pace          | Glow Softly       | Ron Waples        | Nelson Guyette    | 1:56.2 | Garden State Park |
| 3YO Filly Trot          | JEF's Spice       | William O'Donnell | Jim Gluhm         | 1:59   | Freehold Raceway  |
| Open Mare Pace          | Samshu Bluegrass  | Michel Lachance   | Vinnie Aurigemma  | 1:56.1 | Greenwood Raceway |
| Open Mare Trot          | Grades Singing    | Herve Filion      | Herve Filion      | 1:57.4 | Scioto Downs      |
| Open Pace               | Forrest Skipper   | Lucien Fontaine   | Lucien Fontaine   | 1:53.4 | Los Alamitos      |
| Open Trot               | Nearly Perfect    | Mickey McNichol   | Joe Caraluzzi     | 1:57.2 | Louisville Downs  |

### 1985
| Corsa                   | Vincitore       | Driver              | Allenatore        | Tempo  | Ippodromo         |
| 2YO Colt & Gelding Pace | Robust Hanover  | John Campbell       | Wallace Bruce     | 1:56.4 | Rosecroft Raceway |
| 2YO Colt & Gelding Trot | Express Ride    | John Campbell       | George Sholty     | 2:01.3 | The Meadows       |
| 2YO Filly Pace          | Caressable      | Herve Filion        | Bill Haughton     | 2:00   | Yonkers Raceway   |
| 2YO Filly Trot          | JEF's Spice     | Mickey McNichol     | Jim Gluhm         | 1:58.4 | Garden State Park |
| 3YO Colt & Gelding Pace | Nihilator       | William O'Donnell   | Billy Haughton    | 1:53   | Garden State Park |
| 3YO Colt & Gelding Trot | Prakas          | John Campbell       | Per Eriksson      | 1:57.1 | Mohawk Raceway    |
| 3YO Filly Pace          | Stienam         | Wm. "Buddy" Gilmour | Kelly O'Donnell   | 1:55.4 | Northlands Park   |
| 3YO Filly Trot          | Armbro Devona   | William O'Donnell   | Charles Sylvester | 1:57.3 | Pompano Harness   |
| Open Pace               | Division Street | Michel Lachance     | Vinnie Aurigemma  | 1:52.3 | Freestate Raceway |
| Open Trot               | Sandy Bowl      | John Campbell       | Soren Nordin      | 1:56.3 | Sportsman's Park  |

### 1984
| Corsa                   | Vincitore        | Driver            | Allenatore    | Tempo  | Ippodromo         |
| 2YO Colt & Gelding Pace | Dragon's Lair    | Jeff Mallet       | Jeff Mallet   | 1:54.1 | The Meadows       |
| 2YO Colt & Gelding Trot | Workaholic       | Berndt Lindstedt  | Jan Johnson   | 1:57.1 | The Red Mile      |
| 2YO Filly Pace          | Amneris          | John Campbell     | Soren Nordin  | 1:57.1 | Maywood Park      |
| 2YO Filly Trot          | Conifer          | George Sholty     | George Sholty | 2:01.2 | Mohawk Raceway    |
| 3YO Colt & Gelding Pace | Troublemaker     | William O'Donnell | Gene Riegle   | 1:56f  | Northlands Park   |
| 3YO Colt & Gelding Trot | Baltic Speed     | Jan Nordin        | Soren Nordin  | 1:57.2 | Pompano Harness   |
| 3YO Filly Pace          | Naughty But Nice | Tommy Haughton    | Bill Haughton | 1:56.4 | Liberty Bell Park |
| 3YO Filly Trot          | Fancy Crown      | William O'Donnell | Ted Andrews   | 1:59.2 | Rosecroft Raceway |